# Dizy VD
| VD ist das Kürzel für den Kanton Waadt in der Schweiz. Es wird verwendet, um Verwechslungen mit anderen Einträgen des Namens Dizy zu vermeiden. |

Dizy ([dizi], im einheimischen frankoprovenzalischen Dialekt [(a) diːˈziː]) ist eine politische Gemeinde im Distrikt Morges des Kantons Waadt in der Schweiz.

## Geographie
Dizy liegt auf 583 m ü. M., 14 km nördlich der Bezirkshauptstadt Morges (Luftlinie). Das Bauerndorf erstreckt sich auf dem Hochplateau westlich des Tals der Venoge, im westlichen Gros de Vaud, im Waadtländer Mittelland.
Die Fläche des 3,0 km² grossen Gemeindegebiets umfasst einen Abschnitt der leicht gewellten Hochfläche des Waadtländer Mittellandes. Der Hauptteil des Gemeindebodens wird vom Hochplateau von Dizy eingenommen, das auf dem Hügel La Crête nordwestlich des Dorfes mit 604 m ü. M. den höchsten Punkt erreicht. Im Süden reicht das Gebiet in den Wald Bois du Sépey, nach Norden in die Talmulde des Valangon, eines rechten Seitenbachs der Venoge. Die westliche Grenze bildet der in einer weiten Talniederung fliessende Veyron. Von der Gemeindefläche entfielen 1997 8 % auf Siedlungen, 22 % auf Wald und Gehölze und 70 % auf Landwirtschaft.
Nachbargemeinden von Dizy sind La Sarraz, Lussery-Villars, Cossonay, La Chaux (Cossonay) und Chevilly.

## Bevölkerung
Mit 237 Einwohnern (Stand 31. Dezember 2023) gehört Dizy zu den kleinen Gemeinden des Kantons Waadt. Von den Bewohnern sind 91,2 % französischsprachig, 4,7 % portugiesischsprachig und 1,8 % sprechen Albanisch (Stand 2000). Die Bevölkerungszahl von Dizy belief sich 1850 auf 166 Einwohner, 1900 auf 184 Einwohner. Nachdem die Bevölkerung bis 1980 auf 93 Personen abgenommen hatte, wurde wieder eine rasche Bevölkerungszunahme mit einer Verdoppelung der Einwohnerzahl innerhalb von 20 Jahren beobachtet.

## Wirtschaft
Dizy war bis in die zweite Hälfte des 20. Jahrhunderts ein vorwiegend durch die Landwirtschaft geprägtes Dorf. Noch heute haben der Ackerbau und der Obstbau eine wichtige Bedeutung in der Erwerbsstruktur der Bevölkerung. Weitere Arbeitsplätze sind im lokalen Kleingewerbe vorhanden. Aufgrund eines restriktiven Baugesetzes entstanden erst seit 1990 mehrere Neubauten. In den letzten Jahren hat sich das Dorf auch zu einer Wohngemeinde entwickelt. Viele Erwerbstätige sind deshalb Wegpendler, die in Cossonay und im Grossraum Lausanne arbeiten.

## Verkehr
Die Gemeinde liegt zwar abseits grösserer Durchgangsstrassen, ist aber von Cossonay und La Sarraz leicht zu erreichen. Die Gemeinde ist über einen gemeindeeigenen Busbetrieb, der von Montag bis Freitag ausser während der Schulferien die Strecke zwischen Chevilly und dem Bahnhof von Cossonay bedient, an das öffentliche Verkehrsnetz angeschlossen.

## Geschichte
Die erste urkundliche Erwähnung des Ortes erfolgte bereits im Jahr 961 als in villa Discidis. Später erschienen zahlreiche weitere Schreibweisen: Dysi (1041), Disi (1221), Disye (1223), Dysy (1285), Disis (1299) und Dyssi (1311). Der Ortsname leitet sich vom römischen Personennamen Decius oder Dicius ab.
Seit 1041 hatte das Kloster Romainmôtier Grundbesitz in Dizy. Die Edlen von Dizy unterstanden vom 12. bis zum 15. Jahrhundert der Herrschaft Cossonay. Mit der Eroberung der Waadt durch Bern im Jahr 1536 kam das Dorf unter die Verwaltung der Vogtei Morges. Nach dem Zusammenbruch des Ancien Régime gehörte Dizy von 1798 bis 1803 während der Helvetik zum Kanton Léman, der anschliessend mit der Inkraftsetzung der Mediationsverfassung im Kanton Waadt aufging. 1798 wurde es dem Bezirk Cossonay zugeteilt.

## Sehenswürdigkeiten
Das Dorf besitzt ein einheitliches Ortsbild mit charakteristischen Bauernhäusern aus dem 16. bis 19. Jahrhundert. Dizy gehört zur Pfarrei Cossonay.